# Ljusnan
Ljusnan je řeka ve střední části Švédska (kraje Jämtland, Gävleborg). Je přibližně 430 km dlouhá. Povodí má rozlohu 19 800 km².

## Průběh toku
Řeka pramení ve Skandinávských horách nedaleko hranice s Norskem. Protíná jižní část Norlandské pahorkatiny, protéká celou řadou jezer a vytváří mnohé peřeje a vodopády. Ústí do Botnického zálivu Baltského moře.

## Vodní stav
Zdroj vody je převážně sněhový. Průměrný průtok činí přibližně 230 m³/s. Zamrzá na 6 až 7 měsíců.

## Využití
Využívá se na splavování dřeva. Na řece bylo vybudováno celkem 18 vodních elektráren o celkovém výkonu 4,5 TWh (2001).